# 第39回カンヌ国際映画祭
第39回カンヌ国際映画祭（だい39かいカンヌこくさいえいがさい）は1986年5月8日から19日にかけて開催された。

## 受賞結果
- パルム・ドール：『ミッション』（ローランド・ジョフィ）
- 審査員特別グランプリ：『サクリファイス』（アンドレイ・タルコフスキー）
- 審査員賞：『テレーズ』（アラン・カヴァリエ）
- 監督賞：マーティン・スコセッシ（『アフター・アワーズ』）
- 男優賞：ミシェル・ブラン（『タキシード』）、ボブ・ホスキンス （『モナリザ』）
- 女優賞：バルバラ・スコヴァ（『ローザ・ルクセンブルク』）、フェルナンダ・トーレス（『Eu Sei Que Vou te Amar』）
- 芸術貢献賞：スヴェン・ニクヴィスト（『サクリファイス』）
- カメラ・ドール：クレール・ドヴェール（『Noir et blanc』）

## 審査員

### コンペティション部門
- 審査委員長 
  - シドニー・ポラック （アメリカ/監督）
- 審査員
  - イシュトヴァン・サボー （ハンガリー/監督）
  - リノ・ブロッカ （フィリピン/監督）
  - ソニア・ブラガ （ブラジル/女優）
  - ダニエル・トンプソン （フランス/脚本家）
  - トニーノ・デリ・コリ （イタリア/撮影監督）
  - アレクサンドル・ムヌーシュキン （フランス/プロデューサー）
  - アレクサンドル・トローネ （フランス/セットデザイナー）
  - シャルル・アズナヴール （フランス/歌手）
  - フィリップ・フレンチ （イギリス/批評家）

## 上映作品

### コンペティション部門
| 題名 原題                                            | 監督                           | 製作国                                            |
| ---------------------------------------------------- | ------------------------------ | ------------------------------------------------- |
| アフター・アワーズ After Hours                       | マーティン・スコセッシ         | アメリカ合衆国                                    |
| ボリス・ゴドゥノフ Борис Годунов                     | セルゲイ・ボンダルチュク       | ソビエト連邦 ポーランド チェコスロバキア 西ドイツ |
| ローザ・ルクセンブルク Die Geduld der Rosa Luxemburg | マルガレーテ・フォン・トロッタ | チェコスロバキア 西ドイツ                         |
| ダウン・バイ・ロー Down by Law                       | ジム・ジャームッシュ           | アメリカ合衆国                                    |
| Eu Sei Que Vou te Amar (Love Me Forever or Never)    | アルナルド・ジャボル           | ブラジル                                          |
| フール・フォア・ラブ Fool for Love                   | ロバート・アルトマン           | アメリカ合衆国                                    |
| Genesis                                              | ムリナール・セーン             | インド スイス フランス ベルギー                   |
| I LOVE YOU I Love You                                | マルコ・フェレーリ             | イタリア フランス                                 |
| La dernière (Last Image)                             | モハメッド・ラクダル＝ハミナ   | アルジェリア                                      |
| 夜を殺した女 Le lieu du crime                        | アンドレ・テシネ               | フランス                                          |
| マックス、モン・アムール Max mon amour               | 大島渚                         | フランス アメリカ合衆国                           |
| モナリザ Mona Lisa                                   | ニール・ジョーダン             | イギリス                                          |
| サクリファイス Offret                                | アンドレイ・タルコフスキー     | スウェーデン フランス イギリス                    |
| オテロ Otello                                        | フランコ・ゼフィレッリ         | イタリア オランダ                                 |
| Pobre mariposa (Poor Butterfly)                      | ラウル・デ・ラ・トーレ         | アルゼンチン                                      |
| 暴走機関車 Runaway Train                             | アンドレイ・コンチャロフスキー | アメリカ合衆国                                    |
| タキシード Tenue de soirée                           | ベルトラン・ブリエ             | フランス                                          |
| The Fringe Dwellers                                  | ブルース・ベレスフォード       | オーストラリア                                    |
| ミッション The Mission                               | ローランド・ジョフィ           | イギリス                                          |
| テレーズ Thérèse                                     | アラン・カヴァリエ             | フランス                                          |

### ある視点部門
- サロメ – クロード・ダンナ （フランス・イタリア）
- 人間の約束 – 吉田喜重 （日本）
- ルイーズとケリー – ジェーン・カンピオン （オーストラリア）
- A Girl's Own Story – ジェーン・カンピオン （オーストラリア、短編）
- Passionless Moments – ジェーン・カンピオン、ジェラルド・リー （オーストラリア、短編）
- 若き兵士たち/栄光なき戦場– ラウニ・モルベルイ （フィンランド）
- Backlash – ビル・ベネット （オーストラリア）
- Belizaire the Cajun – グレン・ピトル （アメリカ）
- Burke and Wills  – グレイム・クリフォード （オーストラリア）
- Coming Up Roses – スティーヴン・ベイリー （イギリス）
- Das Zweite Schraube-Fragment – ヴァルター・アンドレアス・クリステン （オーストリア）
- デザート・ブルーム/キノコ雲と少女 – ユージン・コー （アメリカ）
- Krysar – イジー・バルタ （チェコスロヴァキア）
- Laputa – ヘルマ・サンダース・ブラームス （ドイツ）
- Ri Chu – 于本正 （中国）
- Rih essed – ヌーリー・ブージッド （チュニジア）
- Shtay Etzba'Ot M'Tzidon – エリ・コーエン （イスラエル）
- Welcome in Vienna –アクセル・コルティ（オーストリア）
- Zakade patuvate – ランゲル・ヴァルチャノフ （ブルガリア）

### 特別招待作品
- 男と女 II – クロード・ルルーシュ （フランス）
- カラーパープル – スティーヴン・スピルバーグ （アメリカ）
- 恋は魔術師 – カルロス・サウラ （スペイン・フランス）
- 天国への階段 – マイケル・パウエル、エメリック・プレスバーガー （イギリス）
- ドン・キホーテ – オーソン・ウェルズ （アメリカ）
- ハンナとその姉妹 – ウディ・アレン （アメリカ）
- ビギナーズ – ジュリアン・テンプル （イギリス）
- ポランスキーのパイレーツ – ロマン・ポランスキー （フランス・チュニジア）
- Precious Images – チャック・ワークマン （アメリカ）
- T'as de beaux escaliers tu sais – アニエス・ヴァルダ （フランス）